# Sinovenator changii
Sinovenator changii (Sinovenator) és un gènere representat per una única espècie de dinosaure teròpode troodòntid, que va viure a principis del període Cretaci, fa aproximadament 129 milions d'anys, en l'Hauterivià, en allò que avui és Àsia.
El nom genèric significa 'caçador xinès' i deriva de la paraula en llatí venator ('caçador') i la paraula en grec Σινάι ('Xina'). Dos fòssils foren trobats en la part més antiga de la formació de Yixian a la Xina. L'espècimen tipus o holotip de Sinovenator changii és l'IVPP 12615, que va ser descrit per Xu, Norell, Wang, Makovicky i Wu el 2002, i es tracta d'un crani parcial i un esquelet desarticulat. Un espècimen addicional, l'IVPP 12583, és un esquelet postcraneal incomplet però articulat. Tots dos es troben en la col·lecció de l'Institut de Paleontologia de Vertebrats i Paleoantropologia a Pequín, la Xina.